# アレーナ・ド・グレミオ
アレーナ・ド・グレミオ（Arena do Grêmio）は、ブラジルリオグランデ・ド・スル州の州都ポルト・アレグレ市にあるスタジアム。2012年12月8日に完成し、55,662人収容のスタジアム。

## 概要
1954年から使用していたエスタジオ・オリンピコ・モヌメンタルに代わるスタジアムとして建設された。工事は2010年5月に開始、2012年に竣工し、同年12月8日にドイツのハンブルガーとの親善試合でこけら落とされた。
ポルト・アレグレは、2014年にFIFAワールドカップの開催都市となったがエスタジオ・ベイラ＝リオが使用され、このスタジアムは使われなかった。

## ギャラリー

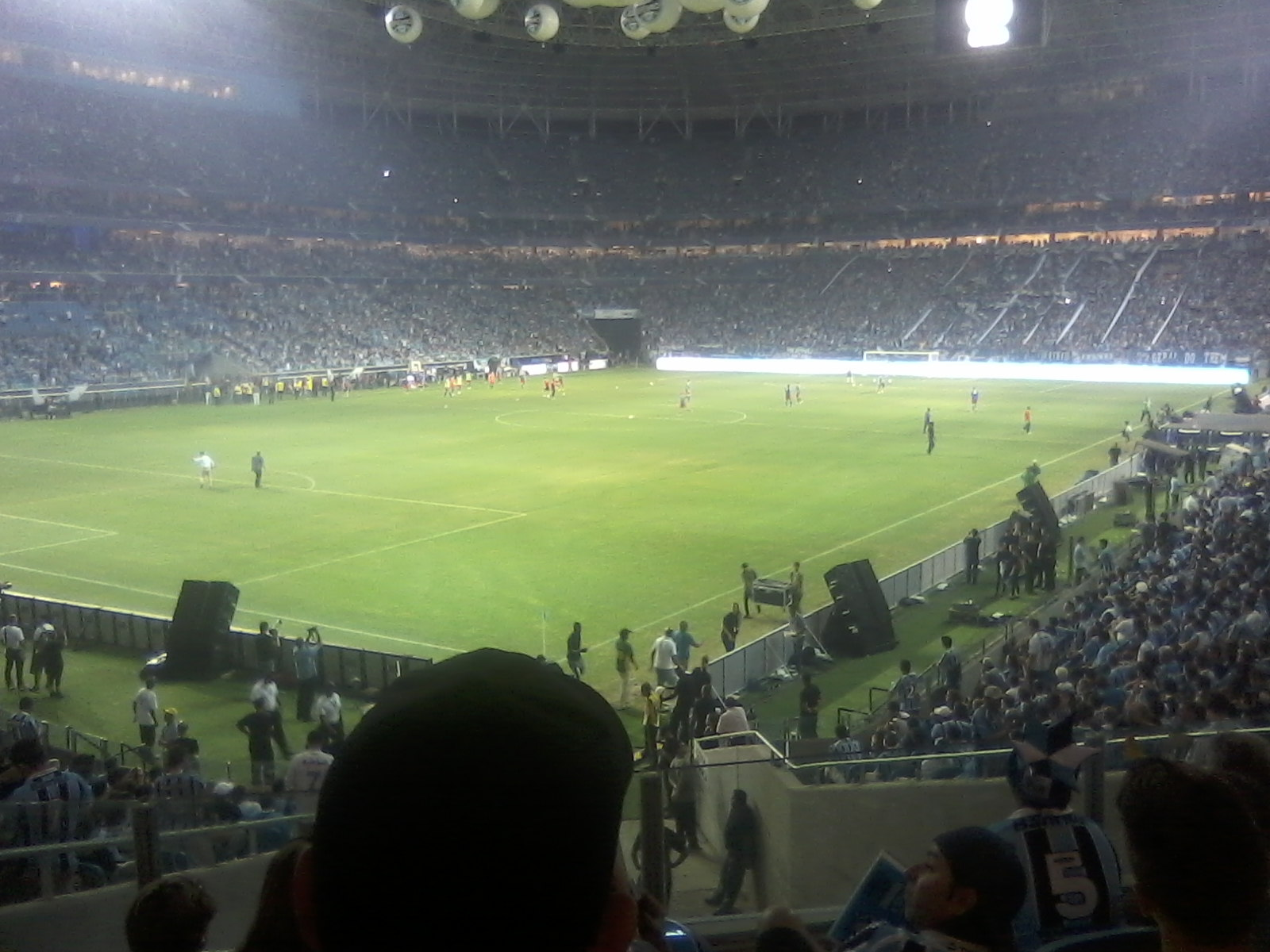
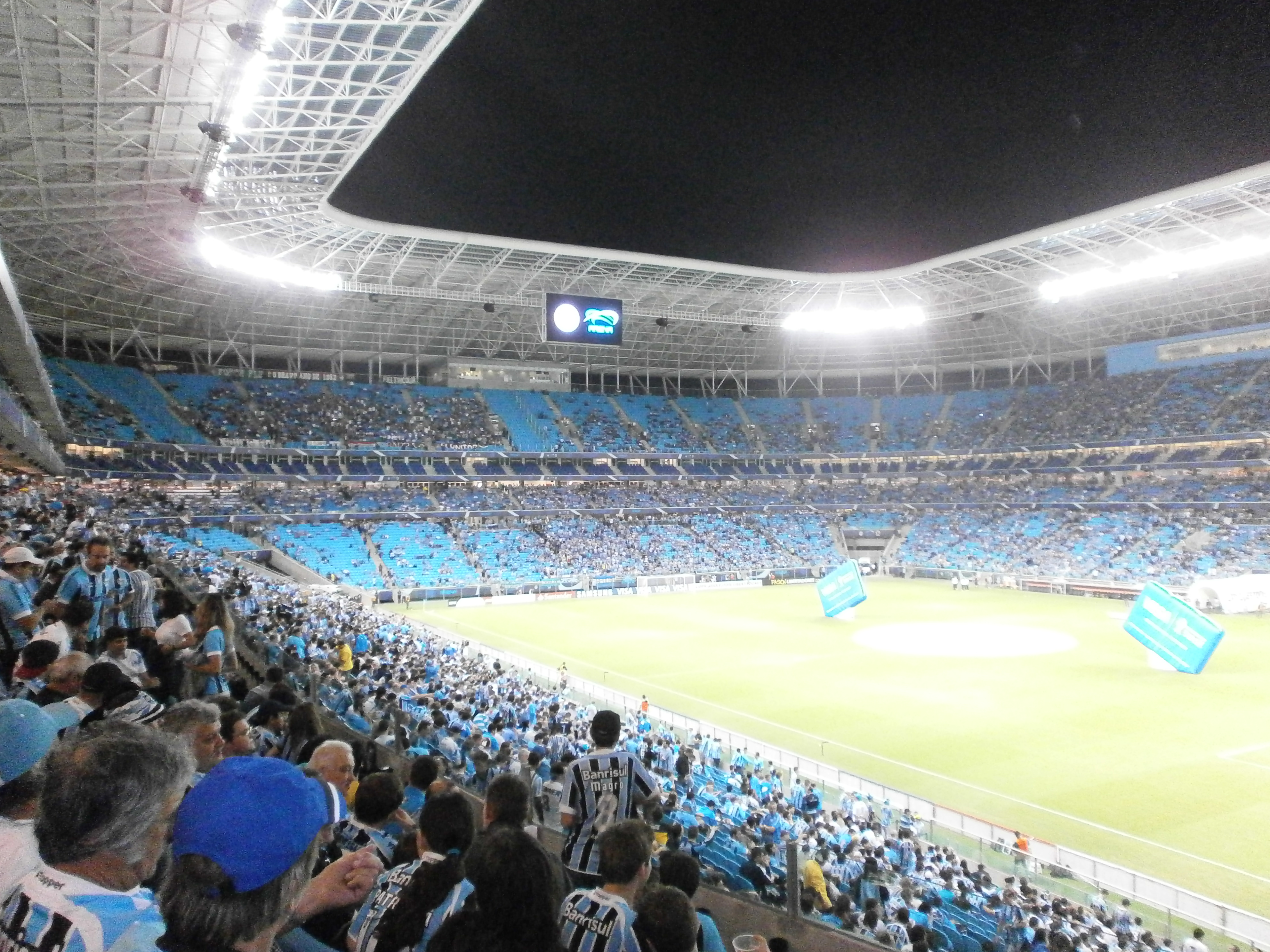

## 開催試合

### 親善試合
| 2012年12月8日 | グレミオ                                               | 2 - 1  | ハンブルガーSV              | アレーナ・ド・グレミオ（ポルト・アレグレ） |  |
| 22:00 UTC-2   | アンドレ・リマ 9分 · マルセロ・マーティン・モレノ 87分 | Report | ハイコ・ヴェスターマン 71分 | 観客数: 60,540 主審: カルロス・アマリラ    |  |

### チャリティーマッチ
| 2012年12月19日 | ロナウド's XI                                                       | 3 - 2  | ジダン's XI                   | アレーナ・ド・グレミオ（ポルト・アレグレ）    |  |
| 21:00 UTC-2    | ベベット 36分 · ココア・フェラーリ 79分 · レアンドロ・ダミアン 87分 | Report | ファルカン 60分 · ジダン 65分 | 観客数: 60,540 主審: ピエルルイジ・コッリーナ |  |